# 曹圉
曹圉（？—？），子姓，名曹圉，一名粮圉。契之後，昌若之子，冥之父，商汤的九世祖。商部族的第五任首領。雖然司馬遷著《史記·殷本紀》時，提到过他，不過沒有描述其的事蹟。
祖父相土在夏相在位時，為了馴養馬匹，而製作乘馬。昌若死后，曹圉继位。曹圉死后，其子冥继位。冥擔任夏少康的司空。

## 家族
- 先世：
  - 高祖父：契[1]
  - 曾祖父：昭明[1]
  - 祖父：相土[1]
  - 父親：昌若[1]

- 子：
  - 兒子：冥[1]